# 블록 (모바일 결제 회사)
블록(Block, Inc.)은 미국의 모바일 결제 기업이다. 2009년 트위터 공동창업자로 유명한 잭 도시와 그의 동료인 짐 맥켈비가 설립했다.

## 서비스
- 카드 리더기 결제서비스
전용 리더기를 스마트폰에 연결해 POS를 대체할 수 있는 서비스로, 2010년 출시했다.
- 페이 위드 스퀘어(Pay with Square)
현금이나 신용카드 없이 얼굴 대조만으로 결제가 가능한 서비스이다.[3][4] 2012년 시작했으며, 같은 해 8월에는 스타벅스의 모바일 결제 파트너로 선정, 2500만 달러의 투자를 유치했다.[5][6]
- 스퀘어 캐시(Square Cash)
이메일로 송금이 가능한 서비스로, 2013년 10월부터 시작했다.[7][8]

## 같이 보기
- 페이팔